# United Submitters International
De United Submitters International (USI) is een koranitische organisatie die door de Egyptische biochemicus Rashed Khalifa (1935-1990) is opgericht. Het heeft haar centrum in de Amerikaanse stad Tucson en publiceert sinds 1985 een maandelijkse nieuwsbrief met de titel Submitter's Perspective. De beweging populariseerde de zin: De koran, de hele koran en niets dan de koran. Onder degenen die door Rashad Khalifa's ideeën zijn beïnvloed zijn Edip Yüksel, Ahmad Rashad en de Nigeriaanse rechter Isa Othman.
In de Verenigde Staten van Amerika ontwikkelde de koraniet Rashad Khalifa, die bekendstaat als de ontdekker van de korancode (Code 19), een hypothetische wiskundige code in de koran, aan het einde van de 20e eeuw een theologische doctrine die koranieten in veel andere landen beïnvloedde. Met behulp van computers voerde hij een numerieke analyse van de koran uit, die volgens hem duidelijk bewees dat deze van goddelijke oorsprong is. Het getal 19, dat in hoofdstuk 74 van de koran wordt genoemd als "een van de grootste wonderen", speelde de fundamentele rol, die volgens Rashad Khalifa overal in de structuur van de koran te vinden is. Sommigen maakten bezwaar tegen deze overtuigingen en in 1990 werd Rashad Khalifa vermoord door een soenniet.
Een Turks-Koerdische activist, Edip Yüksel, voerde aanvankelijk campagne voor een koranitische revolutie in Turkije, wat de reden is dat hij gevangen werd gezet. Later ontmoette hij Rashad Khalifa en sloot hij zich aan bij de organisatie nadat hij getuige was geweest van het "19e wonder". In 1989 moest hij het land om deze reden verlaten en sloot hij zich aan bij het hoofdkwartier in Tucson. Edip Yüksel en twee andere auteurs maakten hun eigen vertaling van de koran. Op sommige punten verschillen zijn standpunten echter van die van Rashad Khalifa.